# Baranskaja
Baranskaja (ros. Баранская) – wieś w Rosji, w rejonie tarnoskim obwodu wołogodzkiego. W 2010 r. liczyła 11 mieszkańców.